# Gare de Saverne
Gare de Saverne vasútállomás Franciaországban, Saverne településen.

## Vasútvonalak
Az állomást az alábbi vasútvonalak érintik:
- Párizs-Strasbourg-vasútvonal
- Sélestat–Saverne-vasútvonal

## Kapcsolódó állomások
A vasútállomáshoz az alábbi állomások vannak a legközelebb:
- Gare de Zornhoff - Monswiller
- Gare de Steinbourg (Gare de Sélestat)
- Gare de Lutzelbourg